# Issaak Boleslavski
Issaak Iefrèmovitx Boleslavski (en ucraïnès: Ісаак Єфремович Болеславський), (en rus: Исаак Ефремович Болеславский) (9 de juny de 1919, Zolotonoixa, Ucraïna – 15 de febrer de 1977, Minsk, Belarús), fou un Gran Mestre d'escacs jueu ucraïnès, ciutadà de la Unió Soviètica. Es va llicenciar en filologia a la Universistat de Sverdlovsk.
|  |

## Resultats destacats en competició
El 1933, va ser campió escolar de Dnipropetrovsk. Tres anys més tard, quedà tercer al Campionat Juvenil de l'URSS, el 1936, a Leningrad.
El 1938, amb dinou anys, va guanyar el Campionat d'Ucraïna; l'any següent repetí victòria al campionat ucraïnès, classificatori per al Campionat soviètic, i va obtenir el títol de Mestre Nacional als 20 anys.
El 1940, va participar en la final del 12è Campionat de l'URSS a Moscou, on va empatar als llocs 5è-6è després de guanyar vuit de les seves darreres deu partides. A finals de 1940 va guanyar el campionat d'Ucraïna per tercer any consecutiu. El 1941, va prendre part al torneig per determinar el Campió absolut de l'URSS, i acabà 4t de 6 participants. El 1944 fou 3r al 13è Campionat de l'URSS a Moscou.
El 1945 fou segon al 14è campionat de l'URSS, rere Mikhaïl Botvínnik, amb un extraordinari resultat de (+9, =6, -2), i se li atorgà el prestigiós títol de Gran Mestre de l'URSS. Va jugar al tercer tauler a l'històric Ràdio matx d'escacs USA - URSS de 1945, en què va entaular la primera partida contra Reuben Fine i va guanyar la segona, per la qual va obtenir el premi a la millor partida del matx.
El 1946 va néixer la seva germana Tatiana, qui posteriorment es casaria amb el GM David Bronstein, amb qui Boleslavski havia fet amistat a les darreries dels 1930, una amistat que van mantenir al llarg de les seves vides. Aquell any 1946, Boleslavski va guanyar el campionat de la República Soviètica Russa a Sverdlovsk, i va debutar en competició internacional al Memorial Staunton de Groningen, on hi empatà als llocs 6è-7è (el campió fou Botvínnik).
El 1950 fou un dels 27 primers jugadors guardonats al món amb el títol de Gran Mestre Internacional de la FIDE.

## Candidat al Campionat del Món
Boleslavski es va classificar pel primer Interzonal de la història a Saltsjöbaden 1948, i pel Torneig de Candidats dos anys després a Budapest. Al torneig de candidats, - el guanyador del qual havia de jugar el matx pel Campionat del món contra Mikhaïl Botvínnik – fou l'únic jugador que no va perdre cap partida; va liderar el torneig durant moltes rondes, però fou atrapat per Bronstein a la darrera ronda. Bronstein el va guanyar posteriorment en un matx de desempat a Moscou (+3−2=9).
Aquesta va resultar ser la darrera oportunitat de Boleslavski per a intentar l'assalt al títol mundial. El 1953, participà en el Torneig de Candidats a Zuric, un dels torneigs més forts de la història, que serví per determinar l'aspirant al títol al Campionat del món de 1954, però hi acabà empatat a la 10a-11a posició, i ja mai més va poder classificar-se per al cicle pel títol mundial.

## Carrera tardana
El 1951, fou el segon de Bronstein durant el seu matx contra Botvínnik pel Campionat del Món, que acabà empatat després de 24 partides, i en què el campió retingué el títol. El 1952, va participar en la X Olimpíada d'escacs amb l'equip de l'URSS, i hi va fer 7 punts de 8 partides. Aquesta fou l'única olimpíada d'escacs en què participà, tot i que va assistir a d'altres donant suport a l'equip soviètic.
Va guanyar el Campionat belarús el 1952 (exaequo) i el 1964.
El 1961, va jugar la seva darrera final del Campionat de l'URSS, i el mateix any fou primer al torneig internacional de Debrecen. Fou l'assistent i entrenador del campió del món Tigran Petrossian entre 1963 i 1969. El 1965 fou primer (fora de concurs) al campionat de l'Uzbekistan.
El 1968 exercí de capità de l'equip soviètic que guanyà el Campionat del Món d'Estudiants per equips a Ybbs (Àustria). La seva darrera aparició en torneigs fou a Minsk el 1971, quan tenia 52 anys. Boleslavski fou l'entrenador en cap de la Federació Soviètica d'Escacs els anys 1960, i fou, fins a la seva mort, un molt respectat analista i escriptor d'escacs.

## Llegat
Una de les principals contribucions de Boleslavski a la teoria d'obertures és la Variant Boleslavski dins la defensa siciliana (1.e4 c5 2.Cf3 d6 3.d4 cxd4 4.Cxd4 Cf6 5.Cc3 Cc6 6.Ae2 e5). Aquesta estructura es produeix també a la Variant Najdorf, amb 5...a6 en lloc de 5...Cc6.
A partir dels 1930, Boleslavski, conjuntament amb els seus camarades ucraïnesos David Bronstein, Iefim Hèl·ler, i Alexander Konstantinopolski, varen convertir la fins llavors sospitosa Índia de rei en una de les defenses més populars i efectives. Hans Kmoch al seu llibre Pawn Power in Chess (El poder dels peons en escacs) anomena la configuració de peons negres a c6 i d6 a l'Índia de rei (especialment en referència al peó-d en una columna semioberta), "el Mur de Boleslavski".
Lev Polugaievski va dir-ne:
"Estic convençut que qualsevol jugador, fins i tot els més forts, poden (i haurien) d'aprendre de les seves partides (especialment de les sicilianes!). A la vista de la seva profunda comprensió dels misteris de la defensa siciliana, (amb ambdós colors), no hi ha dubte que ningú no es pot comparar amb en Boleslavski. Tenia un enteniment gairebé virtuós de la dinàmica de l'obertura, i sempre tendia a generar complicacions de doble tall, a despit que ell era, per naturalesa, un dels més modestos Grans Mestres amb els qui mai he tingut el plaer de fer-me."
Un llibre amb les seves millors partides, publicat el 1990, va guanyar el premi al millor llibre d'escacs publicat a la Gran Bretanya aquell any.

## Partides destacades
Boleslavski tenia un marcador favorable contra el Campió del Món Mikhaïl Tal (+2 =3), i fins i tot el va guanyar amb negres a Riga el 1958.